# Georges Brunschvig

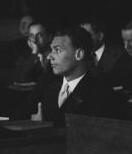
Georges Brunschvig

Georges Brunschvig (geboren 21. Februar 1908 in Bern; gestorben 14. Oktober 1973 ebenda; heimatberechtigt in Chevroux) war ein Schweizer Rechtsanwalt.

## Leben/Strafverteidigung
Brunschvig besuchte das Gymnasium in Bern, studierte Rechtswissenschaften an den Universitäten Bern und Dijon und machte das Patent als bernischer Fürsprecher. 1935 heiratete er Odette Wyler (1916–2017).
Als Strafverteidiger wirkte er im Berner Prozess (1933–1937) sowie in den Fällen David Frankfurter, Maria Popescu (1946–1955), Max Ulrich (1957) und Mordechai Rachamim (1969).
Von 1940 bis 1948 war Brunschvig Präsident der Jüdischen Gemeinde Bern, von 1946 bis zu seinem Tod Präsident des Schweizerischen Israelitischen Gemeindebunds.
Brunschvig setzte sich öffentlich für Menschenrechtsanliegen, gegen Antisemitismus und Rassismus und für Flüchtlinge ein.

## Ämter
- Präsident der Jüdischen Gemeinde Bern 1940–1948
- Präsident des Schweizerischen Israelitischen Gemeindebundes 1946–1973
- Mitglied der Eidgenössischen Kommission für kriegsgeschädigte Auslandschweizer
- Justizoffizier im Rang eines Hauptmanns der Schweizer Armee

## Schriften
- Die Kollektiv-Ehrverletzung. Polygraphischer Verlag, Zürich 1937.
- mit Emil Raas: Vernichtung einer Fälschung. Der Prozess um die erfundenen «Weisen von Zion». Verlag «Die Gestaltung», Zürich 1938.